# Mitragyna
Mitragyna es un género con quince especies de plantas con flores perteneciente a la familia Rubiaceae.

## Especies deMitragyna
- Mitragyna diversifolia (Wall. ex G.Don) Havil.
- Mitragyna hirsuta Havil.
- Mitragyna inermis (Willd.) Kuntze
- Mitragyna parvifolia (Roxb.) Korth.
- Mitragyna parvifolia var. microphylla (Kurz) Ridsdale
- Mitragyna parvifolia var. parvifolia
- Mitragyna rotundifolia (Roxb.) Kuntze
- Mitragyna speciosa (Korth.) Havil.
- Mitragyna tubulosa (Arn.) Kuntze[2]

## Sinonimia
- Bamboga, Mamboga, Paradina, Stephegyne